# Tayabas

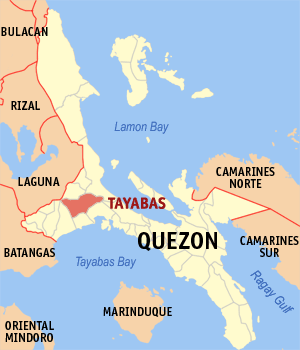
Tayabas' läge i provinsen Quezon.

Tayabas (officiellt City of Tayabas) är en stad på ön Luzon i Filippinerna. Den ligger i provinsen Quezon i regionen CALABARZON och har 70 985 invånare (folkräkning 1 maj 2000).
Staden är indelad i 66 smådistrikt, barangayer, varav 47 är klassificerade som landsbygdsdistrikt och 19 som tätortsdistrikt.